# Siegburg/Bonn
Siegburg/Bonn - stacja kolejowa w Siegburgu, w kraju związkowym Nadrenia Północna-Westfalia, w Niemczech. Stacja została otwarta w 1859. Znajdują się tu 3 perony.